# Prova de que 22/7 é maior que π

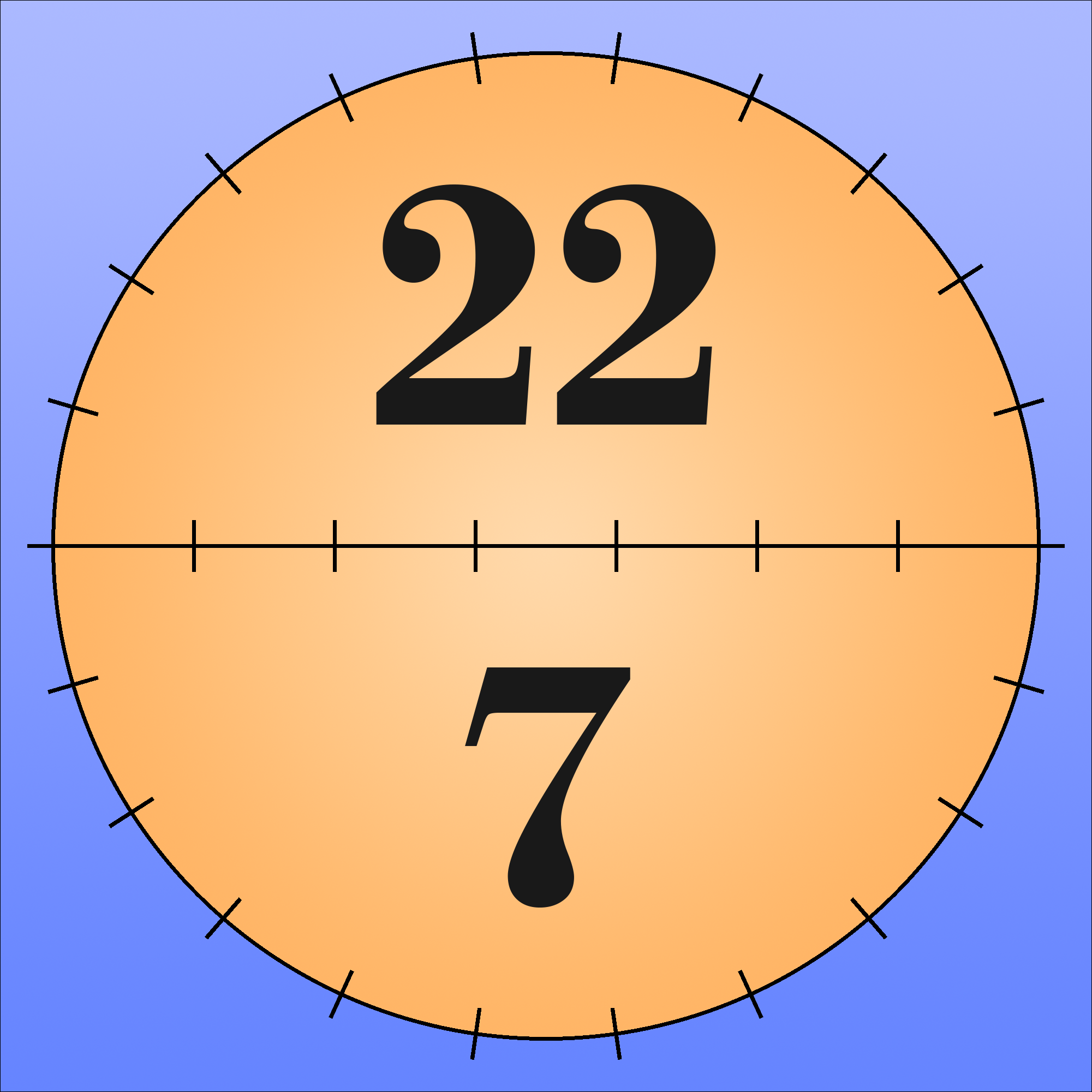
A razão entre o comprimento e o diâmetro desta circunferência não é 22/7, pois 22/7 não é uma representação perfeita de π

A demonstração da famosa desigualdade {\displaystyle {\frac {22}{7}}>\pi \,} remonta à antiguidade. A versão apresentada neste verbete usa recursos modernos, mas não vai além de conceitos básicos do cálculo. O objetivo desta apresentação não é convencer o leitor da desigualdade, dado que existem métodos sistemáticos de calcular o valor de pi com aproximação arbitrária. A elegância desta prova resulta da ligação com a teoria das aproximações diofantinas. Stephen Lucas afirmou ser esta demonstração "um dos mais belos resultados ligados à aproximação de π". Julian Havil finaliza uma discussão sobre frações continuadas aproximantes de π com este teorema, afirmando ser "impossivel resistir a mencioná-lo" naquele contexto.

## Contexto
A fração ⁠22/7⁠ é uma aproximação diofantina de π amplamente usada. É um dos termos da fração continuada de π. É muito fácil verificar que {\displaystyle {\frac {22}{7}}>\pi \,} observando as expansões decimais:
{\displaystyle {\begin{aligned}{\frac {22}{7}}&\approx 3.14285714\dots \\\pi \,&\approx 3.14159265\dots \end{aligned}}}
Esta aproximação é conhecida desde a antiguidade, Arquimedes escreveu a primeira prova conhecida deste resultado no século III a.C. A demonstração de Arquimedes consistia em mostrar que 22/7 é maior que a razão entre o perímetro de um polígono regular de 96 lados circunscrito em uma circunferência e o diâmetro da circunferência.

## Ideia básica
A ideia básica desta demonstração consiste em mostrar as seguinte relações:
{\displaystyle 0<\int _{0}^{1}{\frac {x^{4}(1-x)^{4}}{1+x^{2}}}\,dx={\frac {22}{7}}-\pi .}
Portanto 22⁄7 > π.

## Detalhes
Positividade da integral
{\displaystyle {\begin{array}{rcl}\int _{0}^{1}{\frac {x^{4}(1-x)^{4}}{1+x^{2}}}dx&\geq &\int _{0}^{1}{\frac {x^{4}(1-x)^{4}}{2}}dx={\frac {1}{2}}\int _{0}^{1}\left(x^{4}-4x^{5}+6x^{6}-4x^{7}+x^{8}\right)\\&=&{\frac {1}{2}}\left({\frac {1}{5}}-{\frac {4}{6}}+{\frac {6}{7}}-{\frac {4}{8}}+{\frac {1}{9}}\right)\\&=&{\frac {1}{1260}}>0\end{array}}}
Valor exato da integral definida
| {\displaystyle \int _{0}^{1}{\frac {x^{4}(1-x)^{4}}{1+x^{2}}}\,dx} | {\displaystyle =\int _{0}^{1}{\frac {x^{4}-4x^{5}+6x^{6}-4x^{7}+x^{8}}{1+x^{2}}}\,dx}                                     | (expandindo termos no numerador) |
|                                                                    | {\displaystyle =\int _{0}^{1}\left(x^{6}-4x^{5}+5x^{4}-4x^{2}+4-{\frac {4}{1+x^{2}}}\right)\,dx}                          | (efetuada a divisão polinomial)  |
|                                                                    | {\displaystyle =\left.{\frac {x^{7}}{7}}-{\frac {2x^{6}}{3}}+x^{5}-{\frac {4x^{3}}{3}}+4x-4\arctan {x}\,\right\|_{0}^{1}} | (integração termo-a-termo)       |
|                                                                    | {\displaystyle ={\frac {1}{7}}-{\frac {2}{3}}+1-{\frac {4}{3}}+4-\pi \ }                                                  | (aplicação numérica)             |
|                                                                    | {\displaystyle ={\frac {22}{7}}-\pi .}                                                                                    | (simplificação)                  |

## Resultado refinado
Em 1944, Dalzell refinou este resultado usando as seguintes cotas para a integral:
{\displaystyle {1 \over 1260}<\int _{0}^{1}{x^{4}(1-x)^{4} \over 1+x^{2}}\,dx<{1 \over 630}.}
Então temos:
{\displaystyle {22 \over 7}-{1 \over 630}<\pi <{22 \over 7}-{1 \over 1260}.}
Este método permite calcular de forma simples o valor de π com três casas decimais.